# Saint-Cyr-en-Arthies
Saint-Cyr-en-Arthies egy község Franciaországban. Lakosainak száma 237 fő (2022. január 1.).

## Földrajza
Saint-Cyr-en-Arthies Villers-en-Arthies, Drocourt, Follainville-Dennemont, Fontenay-Saint-Père, Aincourt, Vétheuil és Vienne-en-Arthies községekkel határos.